# Vilhelm VII av Hessen-Kassel
Vilhelm VII av Hessen-Kassel, född 21 juni 1651 i Kassel, död 21 november 1670 i Paris, var en monark (lantgreve) av Hessen-Kassel mellan 1663 och 1670. 
Han var den äldste sonen till Vilhelm VI av Hessen-Kassel och Hedvig Sofia av Brandenburg. När fadern gick bort 1663 hade Wilhelm VII ännu inte myndighetsförklarats, varför hans mor fick agera som förmyndare för sin son samt som regent av Hessen-Kassel till och med år 1677. 
Vilhelm förlovades med sin kusin Maria Amalia av Kurland. Men något giftermål blev aldrig av, då Wilhelm blev mycket sjuk och gick bort i feber under en resa till Paris 1670. Maria Amalia av Kurland blev i stället brud till Vilhelms yngre bror, Karl I av Hessen-Kassel. 